# 茶几

一张现代白茶几。

茶几或咖啡桌，是矮桌的一种，设计用于放在沙发或软垫椅子的前面（或旁边），以方便支撑饮料、遥控器、杂志、书籍、装饰物和其他小物件。坐着时使用，例如饮料杯垫。
茶几通常會處於你家中客廳的中心位置，但多數人往往會被忽视茶几為居家装饰所帶來的影響性。事實上，茶几枱(咖啡枱)對於室內裝飾起着非常实用的作用。根據主要的製造材料，茶几可以分成實木茶几、玻璃茶几、金屬茶几、陶瓷茶几、雲石茶几等等。

## 来源

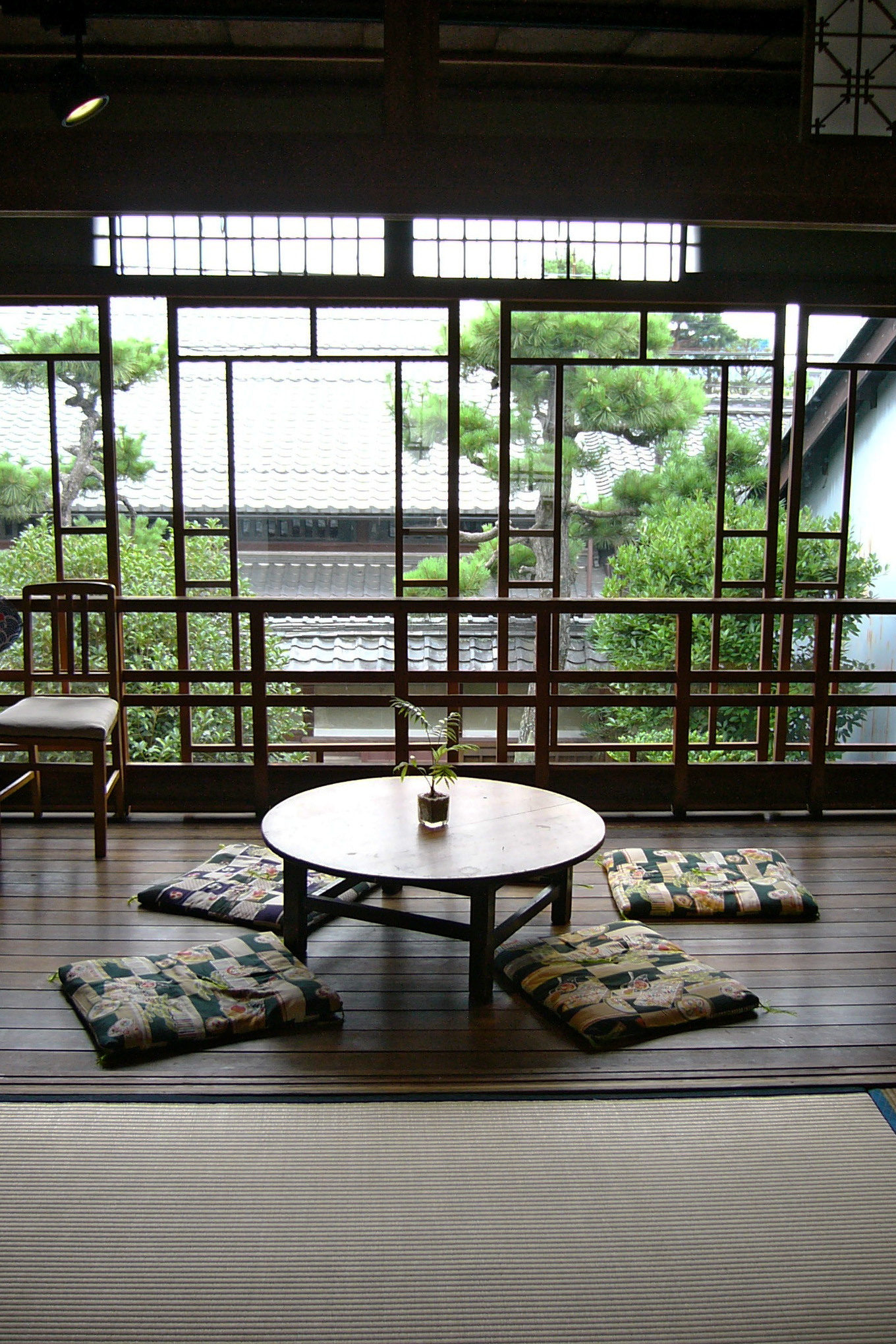
日式茶几。

## 製造材料
- 實木
- 玻璃
- 金屬(銅/鋼/鋁)
- 陶瓷
- 雲石